# François Achille Bazaine
François Achille Bazaine (Versailles, 13 febbraio 1811 – Madrid, 23 settembre 1888) è stato un generale francese, maresciallo di Francia dal 1864.

## I primi anni
Il padre abbandonò la famiglia poco prima della nascita di Bazaine, lasciandola senza sostegno economico.
Dopo non aver superato l'esame di ammissione all'École polytechnique, Bazaine si arruolò nel 1831 come soldato semplice nel 37º Reggimento fanteria di linea, con la prospettiva di servire in Algeria, ricevendo sul campo la promozione a sottotenente nel 1833. Per aver dato prova di coraggio in azione fu decorato con la Legion d'Onore e promosso a tenente nel 1835. Servì in due campagne nelle file della Legione straniera prima in Algeria poi in Spagna contro i carlisti nel 1837-38, ritornando in Africa come capitano nel 1839.
Il 4 giugno 1850 viene nominato colonnello del 55º Reggimento fanteria di linea, il 4 febbraio 1851 riceve il comando del 1º Reggimento della Legione straniera ed il mese successivo il comando del distretto di Sidi-bel-Abbès. Il 28 ottobre 1854 venne nominato generale di brigata e posto al comando di due reggimenti della Legione nell'Armata d'Oriente

## Crimea e Italia
Nella guerra di Crimea comandò una brigata, e mantenne la propria reputazione nelle trincee davanti a Sebastopoli. Alla cattura del lato sud della città (10 settembre 1855) ne fu nominato governatore militare, e il 22 settembre successivo fu nominato generale di divisione. Comandò le forze francesi nella spedizione di Kinburn. Fu investito dal comandante in capo britannico, Lord Gough, con l'Ordine del Bagno nel 1856, per il suo cospicuo contributo alla campagna alleata durante la guerra.
Al ritorno in Francia occupa il posto di ispettore di fanteria, quindi di comandante, della 19ª Divisione a Bourges.
In Lombardia l'8 giugno 1859 venne ferito mentre era al comando della 3ª Divisione del I Corpo d'armata di Baraguey d'Hilliers alla battaglia di Melegnano, ed ebbe una parte importante nella battaglia di Solferino e San Martino (24 giugno), dove la sua divisione, insieme alla divisione Forey ed a una parte della Guardia imperiale, sfondò al centro le linee austriache riuscendo finalmente a penetrare nel castello e nel cimitero della cittadina (posizioni chiave del nemico). Per il suo servizio nella campagna ricevette la gran croce della Legion d'Onore, di cui (1855) era già commendatore.

## Messico
Comandò con distinzione la 1ª Divisione sotto il generale Forey nella spedizione messicana del 1862, gli successe nel comando supremo nel 1863 e divenne maresciallo e senatore di Francia nell'anno successivo. Proseguì la guerra con grande energia e successo, entrando in Messico nel 1863 e espellendo il presidente Benito Juárez.
L'esperienza africana come soldato ed amministratore lo mise nelle migliori condizioni per affrontare i guerrilleros di Juárez, ma ebbe meno successo nelle relazioni con Massimiliano, con la cui corte il comando militare francese era in costante attrito. Qui, come più tardi in patria, la politica di Bazaine sembrò essere volta, almeno in parte, a ricercare un ruolo preminente a Palazzo; nello stesso esercito si pensava che aspirasse a giocare un ruolo da Bernadotte. Il suo matrimonio con una ricca signora messicana, la cui famiglia era sostenitrice di Juárez, complicò ulteriormente le sue relazioni con lo sfortunato imperatore, e quando al termine della Guerra civile americana gli Stati Uniti inviarono un forte esercito alla frontiera messicana, le forze francesi furono costrette a ritirarsi. Bazaine con molta competenza diresse la ritirata e l'imbarco a Veracruz (1867). Al suo ritorno a Parigi ricevette una fredda accoglienza dal sovrano; la pubblica opinione, tuttavia, era a suo favore, e fu ritenuto un capro espiatorio per gli errori di altri.
Il 12 novembre 1867, ottenne il comando del III Corpo d'armata a Nancy, l'anno seguente il comando del campo di Châlons, e rimpiazzò Regnaud de Saint-Jean d'Angély alla testa della Guardia imperiale.

## Guerra franco-prussiana
Allo scoppio della Guerra franco-prussiana il maresciallo Bazaine fu posto al comando del III Corpo d'armata dell'Armata del Reno. Prese parte alle prime battaglie, ma Napoleone III
ben presto gli affidò il comando dell'intera armata.
Quanto la sua inazione fu causa del disastro di Spicheren è materia di disputa. La cosa migliore che si può affermare riguardo alla sua condotta è che le tradizioni negative della guerra su piccola scala e la mania di conquistare "posizioni forti" tipiche dei generali francesi del 1870, erano in Bazaine enfatizzate dal suo personale disprezzo per Frossard, comandante del corpo d'armata dispiegato a Spicheren. Frossard stesso, il capo della scuola delle "posizioni forti" poteva solo maledire le proprie teorie per la paralisi del resto dell'armata che lo lasciò combattere a Spicheren senza alcun supporto. Bazaine effettivamente, quando ricevette la richiesta di aiuto, mosse in avanti parte del proprio corpo d'armata, ma solo per "conquistare posizioni forti", non per dare un contributo sul campo di battaglia.
Pochi giorni dopo ricevette il comando d'armata, e la sua condotta di essa fu parte centrale della tragedia francese del 1870. Trovò l'armata in ritirata, male equipaggiata e numericamente in grande svantaggio, e i comandi scoraggiati che non si fidavano l'uno dell'altro. Non c'era praticamente possibilità di successo. Il problema era quello di cavar fuori l'armata e il governo stesso da una situazione disastrosa, e la soluzione di Bazaine fu quella di riportare la sua armata a Metz.
Sembra chiaramente appurato che le accuse di tradimento cui gli eventi successivi diedero foschi colori non avessero fondamento nei fatti. Né, poi, l'irresolutezza di Bazaine a lasciare la regione della Mosella, quando ancora c'era tempo di sganciarsi dal nemico in avanzata può essere considerata segno di speciale incompetenza. La risoluzione ad attestarsi nei dintorni di Metz fu basata sulla consapevolezza della lentezza di spostamento dell'esercito francese: allontanarsene troppo avrebbe significato essere costretti alla battaglia da forze superiori in posizione di svantaggio. Nelle sue "posizioni forti" vicino alla fortezza, invece, Bazaine sperava di infliggere pesanti perdite ai tedeschi che non si sarebbero esentati dall'attaccare, e nel complesso il risultato giustificò le sue attese. Il piano era credibile, ma l'esecuzione a tutti i livelli, dal Maresciallo stesso ai comandanti di battaglione, non fu all'altezza. I metodi di spostamento estremamente cauti, che l'esperienza algerina aveva dimostrato adatti a piccole colonne nel deserto, esposte a imboscate ed attacchi improvvisi, ridussero la mobilità della grande armata, che aveva condizioni di marcia favorevoli, a meno di dieci chilometri al giorno, contro i quasi trenta del nemico. Quando, prima di raggiungere la decisione finale di attestarsi a Metz, Bazaine tentò, con una decisione ambigua, di dare inizio ad una ritirata su Verdun, il lavoro dei comandi e l'organizzazione del movimento attraverso la Mosella furono così inefficaci che, allorché il comando tedesco, dai propri calcoli, riteneva Bazaine già nelle vicinanze di Verdun, i francesi avevano in realtà appena mosso le proprie artiglierie e i carriaggi attraverso la città di Metz. Persino sul campo di battaglia il Maresciallo proibì al suo staff di farsi vedere, e condusse il combattimento per mezzo dei suoi ufficiali d'ordinanza personali.
L'elefantiaca armata, dopo aver attraversato Metz, si imbatté in un isolato corpo d'armata nemico, comandato dal brillante Constantin von Alvensleben, che subito ordinò l'attacco.
Durante quasi tutta la giornata la vittoria fu a portata di mano di Bazaine. Due corpi d'armata tedeschi combatterono per tutto il giorno per sopravvivere, ma Bazaine non aveva fiducia nei suoi generali e nelle sue truppe, e si accontentò di infliggere severe perdite alle unità tedesche più aggressive. Due giorni dopo, mentre i francesi si erano nuovamente ritirati su Metz - impiegando sette ore per coprire meno di dieci chilometri - masse di tedeschi si materializzarono sulle vie di comunicazione col resto della Francia. Bazaine si aspettava tutto questo e, presentendo che prima o poi i tedeschi lo avrebbero attaccato nella posizione da lui stesso scelta, non fece alcun tentativo per interferire con la loro concentrazione di truppe; la grande battaglia era già stata combattuta - pensava - e, avendo inflitto gravi perdite ai suoi assalitori, poteva ora attestarsi senza troppo temere sul campo trincerato di Metz. Ma, sebbene egli non avesse formulato alcuna richiesta di aiuto, la pubblica opinione, allarmata ed eccitata, premeva perché si inviasse in soccorso l'unica armata francese rimasta, l'Armata di Châlons comandata da Mac-Mahon.
L'avventura finì a Sedan, e con Sedan crollò il Secondo Impero.
Sino a questo punto Bazaine aveva servito il proprio Paese probabilmente nei limiti delle circostanze e certamente con sufficienti capacità ed un certo grado di successo da giustificarne il ruolo. La sua esperienza, vasta com'era, non era bastata tuttavia a prepararlo al comando di una grande armata in una situazione delicata. A partire dalla fallita spedizione messicana, inoltre, era caduto in uno stato di apatia morale e fisica, non avvertibile sul campo di battaglia a causa della sua reputazione di impassibilità, assolutamente ovvio invece per gli ufficiali dello Stato Maggiore.
Tuttavia, nonostante questi difetti, non si può affermare che qualcuno dei subordinati di Bazaine avrebbe fatto meglio al suo posto, con la possibile eccezione di Ladmirault, uno dei comandanti di corpo d'armata più giovani.
Bazaine, quindi, nel complesso giustificò la sua reputazione, anche quella per l'intrigo e la diplomazia sottobanco. Se in Messico aspirava ad un ruolo a corte, a Metz andò molto oltre: in quanto comandante dell'unica armata organizzata in quel momento in Francia, si vide come l'artefice dei destini della nazione. In questa veste diede il via ad una serie di intrighi diplomatici, in particolare con l'Imperatrice, alcuni dei quali mai completamente chiariti; i negoziati si svolgevano fra il mondo esterno ed il comandante assediato, i cui propositi rimangono in certa misura oscuri, ma pare accertato che propose col benestare tedesco di impiegare la propria armata per «salvare la Francia da se stessa», ossia utilizzarla per un colpo di Stato contro la Terza repubblica e restaurare l'Impero, formalmente decaduto dopo Sedan.
Lo schema tuttavia crollò; Bazaine, si disse, rifiutò di continuare a combattere per un governo in cui non si riconosceva, e l'Armata del Reno (140.000 uomini) si arrese il 27 ottobre. Al momento della resa un'altra settimana di resistenza avrebbe consentito ai coscritti del governo di difesa nazionale di sfondare le deboli linee tedesche sulla Loira e di liberare Parigi. Ma l'armata del Principe Federico Carlo, lasciata libera di agire dalla resa di Metz, giunse in tempo per sventare quel tentativo ad Orléans.

## Il processo
La responsabilità per il disastro fu addossata sulle spalle di Bazaine e, sebbene tornando dalla prigionia godesse di un breve periodo di immunità, nel 1873 fu sottoposto a giudizio da un tribunale militare. Fu dichiarato colpevole di accordi col nemico e resa di fronte ad esso prima di aver fatto quanto il dovere e l'onore prescrivevano, e condannato a morte previa degradazione. Ricevette la grazia del neoeletto presidente della Repubblica generale Mac-Mahon: la pena fu commutata a vent'anni di reclusione e fu dispensato dall'umiliante cerimonia di degradazione. Venne incarcerato sull'Ile Sainte-Marguérite dove ricevette un trattamento più da esiliato che da prigioniero; fuggì in Italia nell'agosto 1874, e di qui a Londra, dove trovò dimora presso la famiglia di George Hayter.
Infine prese residenza a Madrid, dove poté godere dei favori del governo di Alfonso XII e pubblicare Episodes de la guerre de 1870; il 17 aprile 1887 fu ferito al viso con una pugnalata da un commesso viaggiatore francese, tale Louis Hillairaud.
Morì il 23 settembre 1888.

## Opere
- Rapport du maréchal Bazaine: Bataille de Rezonville. Le 16 août 1870. Bruxelles, Auguste Decq, 1870
- La capitulation de Metz: Rapport officiel du maréchal Bazaine. Lione, Lapierre-Brille, 1871
- L'armée du Rhin depuis le 12 août jusqu'au 29 octobre 1870. Parigi, Henri Plon, 1872
- Episodes de la guerre de 1870 et le blocus de Metz par l'ex-maréchal Bazaine. Madrid, Gaspar, 1883 (immediatamente vietato in Francia)

## Hanno detto di lui
(John Keegan e Andrew Wheatcroft, Who's Who's in Military History, 1976)